# Spraitbach
Spraitbach – miejscowość i gmina w Niemczech, w kraju związkowym Badenia-Wirtembergia, w rejencji Stuttgart, w regionie Ostwürttemberg, w powiecie Ostalb, wchodzi w skład związku gmin Schwäbischer Wald. Leży ok. 28 km na zachód od Aalen, przy drodze krajowej B298 i granicy Lasu Szwabsko-Frankońskiego.